# Victor Wembanyama
Victor Wembanyama, född 4 januari 2004 i Le Chesnay, är en fransk basketspelare som spelar för San Antonio Spurs i NBA. Han anses vara en av de största baskettalangerna i sin generation och valdes som första spelare totalt av Spurs i 2023 års NBA-draft. Med sin längd på 2,24 meter är Wembanyama en av de längsta aktiva spelarna inom NBA.